# 피에트로 알도브란디니

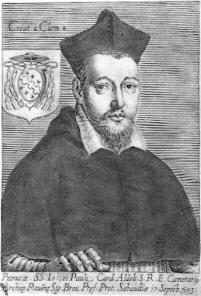

피에트로 알도브란디니(이탈리아어: Pietro Aldobrandini, 1571년 3월 31일 - 1621년 2월 10일)는 이탈리아 가톨릭교회의 추기경으로 예술가들의 후원자로 알려져 있다.
1593년에 삼촌인 교황 클레멘스 8세에 의해 추기경으로 서임되었다. 피에트로 추기경은 1598년에 교황령의 속령인 페라라 공국을 승계받았다. 1604년, 그는 라벤나 대교구장이 되었다.
피에트로는 도리아 팜필리 궁전을 매입하였으며, 빌라 알도브란디니와 같은 건물들을 매입하는 데 어마어마한 금액을 아낌없이 쏟아부었다. 피에트로는 토르쿠아토 타소와 지롤라모 프레스코발디의 후원자 역할을 하였다.